# Manuel Camilo Vial
Manuel Camilo Vial Formas (20 de marzo de 1804-20 de febrero de 1882) fue un político chileno y ministro de Estado. Hijo de Agustín Vial Santelices y María del Rosario Formas y Patiño Morales.

## Biografía.
Estudió leyes en la Universidad de San Felipe, obteniendo su título el 30 de julio de 1835. Ya antes se había iniciado en la arena política, formando parte como diputado en la Gran Convención Constituyente de 1832. En 1844 fue nombrado ministro plenipotenciario de Chile en Perú.
Dirigente del grupo conservador, formó parte del Congreso hasta 1855. Durante el gobierno de Manuel Bulnes ocupó el Ministerio de Hacienda y Ministerio del Interior, permaneciendo durante tres años en el cargo. Debido a sus diferencias con el gobierno fue destituido del cargo en 1849. Entonces Vial agrupó a los parlamentarios y demás personas descontentos con el gobierno formando el mismo año el Partido Liberal. 
Tras su paso por el gobierno, fue consejero de estado y fiscal de la Corte Suprema. En 1864 volvió al parlamento como senador.

## Matrimonios y descendencia.
Se casó con Luisa Carrera Fontecilla, que le dejó a un hijo, Agustín, y en segundas nupcias con Rafaela de la Lastra, con quien tuvo 8 descendientes. 
| Precedido por: José Joaquín Pérez | Ministro de Hacienda 1846-1849                          | Sucedido por: Antonio García Reyes |
| Precedido por: Manuel Montt       | Ministro del Interior y Relaciones Exteriores 1846-1849 | Sucedido por: José Joaquín Pérez   |